# Успенский собор (Варна)
Успенский собор (болг. «Катедрален храм Успение на Пресвета Богородица» либо Катедрален храм «Успение Богородично») — крупнейший храм болгарского города Варны, кафедральный собор Варненской и Великопреславской митрополии Болгарской православной церкви.
Располагается в центре города на площади Кирилла и Мефодия. Трёхнефный пятикупольный храм был заложен в 1880 году и открыт для служб шесть лет спустя. Строился как памятник освобождению Варны от османского владычества.
Над иконами, фресками и витражами собора работали как болгарские, так и русские мастера; среди них профессор Ростовцев. Большинство фресок внутри написано уже после Второй мировой войны. Во время воскресных и праздничных богослужений здесь можно услышать пение самого известного болгарского мужского хора. В вечернее и ночное время храм подсвечивается.
Размеры храма:
высота храма — 47,92 м
длина храма — 46,55 м,
ширина храма — 35 м
высота колокольни на вершине ее купола — 43,48 м
высота позолоченного креста над ним 4,44 м
высота центрального купола на его вершине — 34,13 м
высота позолоченного креста над ним — 5,03 м